# Santiago de Alcántara
Santiago de Alcántara este un oraș din Spania, situat în provincia Cáceres din comunitatea autonomă Extremadura. Are o populație de 689 locuitori (2007).